# Therina femoralis
Therina femoralis är en tvåvingeart som beskrevs av Johann Wilhelm Meigen 1830. Therina femoralis ingår i släktet Therina och familjen fritflugor.
Artens utbredningsområde är Tyskland. Inga underarter finns listade i Catalogue of Life.